# Albert Elmstedt
Albert Elmstedt født Albert Karl Jensen (født 15. juni 1895 på Hjallese Mark ved Dalum, død 20. marts 1976 i Odense) var en dansk maler. Navneskift fra Jensen 17. april 1929.

## Uddannelse
Han kom i malerlære 1915-17, og modtog undervisning på Odense Tekniske Skole hos A.C. Tersløse 1914- 17. derefter undervisning på  Kunstakademiet i København hos Julius Paulsen, Sigurd Swane, Gotfred Rode, Ejnar Nielsen 1918-23 med afbrydelser.
Albert Elmstedt var optaget af skildringen af den sete virkelighed. Dog forsøgte han sig i sine sene år med det abstrakte  som f.eks. i glasmosaikvinduet til Tønder Gymnasium, som er skænket af Statens Kunstfond. Elmstedt har haft stor betydning som lærer. Hans elever tæller blandt andre de fynske malere Otto Deleuran, Aksel Nielsen, Loui Michael og Rasmus Nellemann.
I 1961 skabte Elmstedt en forgyldt alterfigur i træ og en døbefont i beton med guld til Bolbro Kirke.
Han er begravet på Dalum Kirkegård.

## Hæder
- Carl Jul. Petersen ca. 1924
- P.A. Schou 1951
- Den Suhrske Stiftelse 1961
- Akademiet 1962;
- Statens Kunstfond 1966-67, 1969-76.